# ملعب 20 أغسطس 1955 (سكيكدة)
ملعب 20 أغسطس 1955. مخصصة الساحة الرئيسية لشبيبة سكيكدة، يقع في حي 20 أغسطس ويقابله حي الممرات بأمتار قليلة يبعد عن وسط المدينة بأمتار لا تتجاوز الألف.
بني ملعب 20 أغسطس 1955 أثناء استعمار فرنسا للجزائر، ويضم مع ساحة الملعب الرئيسية ساحتين بالعشب الاصطناعي. في سنوات التسعينيات طور الملعب حيث كان يحتوي على مدرجتين متقابلتين للمتفرجين، فوسع بمدرجات مستديرة حول الساحة الرئيسية للملعب.